# George Axelrod
George Axelrod (Nova Iorque, 9 de junho de 1922 — Los Angeles, 21 de junho de 2003) é um cineasta e roteirista estadunidense, mais conhecido pelo roteiro de The Seven Year Itch, protagonizado por Marilyn Monroe.

## Filmografia
- Phffft! (1954)
- The Seven Year Itch (1955)
- Bus Stop (1956)
- Will Success Spoil Rock Hunter? (1957)
- Breakfast at Tiffany's (1961)
- The Manchurian Candidate (1962)
- Goodbye Charlie (1964) (play)
- How to Murder Your Wife (1965)
- Lord Love a Duck (1966)
- The Secret Life of an American Wife (1968)